# دهستان نجف‌آباد (بیجار)
دهستان نجف‌آباد (بیجار) نام دهستانی در بخش مرکزی شهرستان بیجار، استان کردستان در ایران است. براساس سرشماری مرکز آمار ایران در سال ۱۳۸۵، جمعیت آن ۳۴۵۵ نفر (۷۷۵ خانوار) بوده‌است.